# Jean-Baptiste Isabey
Jean-Baptiste Isabey (11. dubna 1767 Nancy – 18. dubna 1855 Paříž) byl francouzský malíř doby klasicismu a realismu, nejslavnější evropský miniaturista.

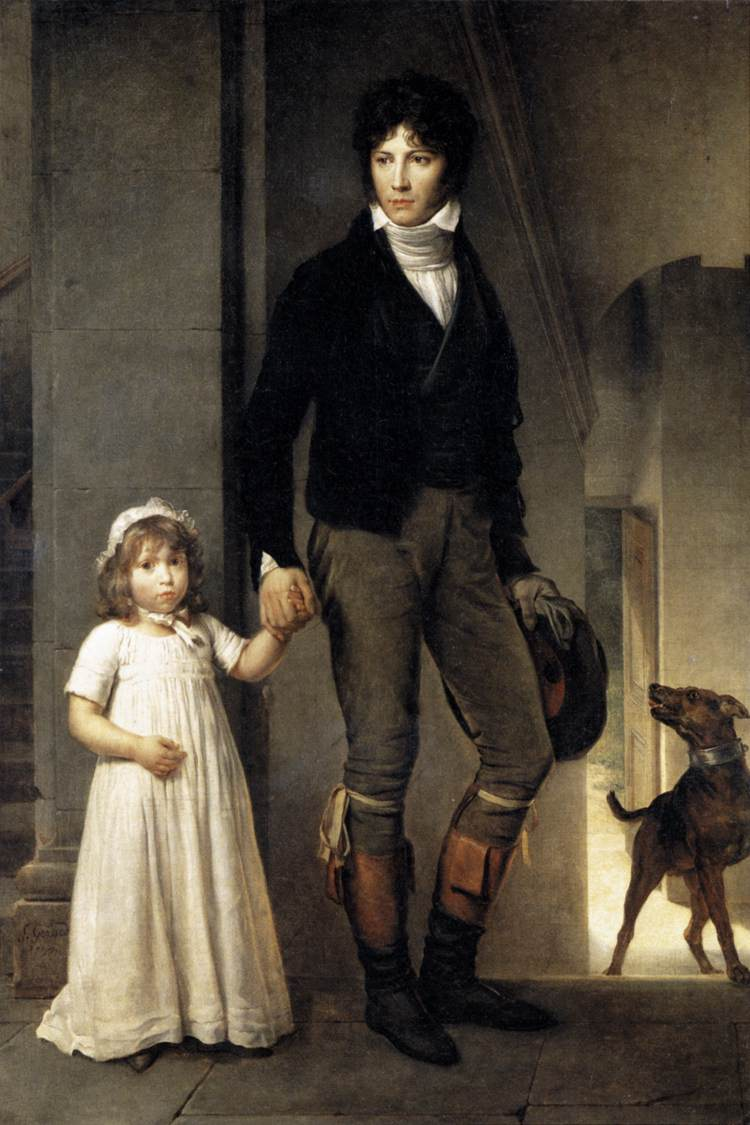
Jean-Baptiste Isabey se svou dcerou, miniatura

## Život a dílo
Jean-Baptiste Isabey začal svou kariéru malíře jako devatenáctiletý. Po několika lekcích u malíře Jeana Girardeta a poté u Jeana-Baptiste Claudota pracoval u dvorního malíře miniaturisty Marie Antoinetty Francoise Dumonta. Stal se jedním z žáků tehdy již slavného Jacquese-Louise Davida a pracoval ve Versailles na portrétech vévodů Angoulemského a de Berry. Stal se dvorním malířem Napoleona Prvního, kterého doprovázel na cestách a taženích a důležité události zvěčňoval svým štětcem. Po Napoleonově pádu se stal malířem Bourbonů a během vídeňského kongresu v letech 1814–1815 portrétoval téměř všechny významné představitele politiky a moci tehdejší Evropy. Již předtím, roku 1812 navštívil v doprovodu císařovny Marie Luisy Prahu a příležitostně portrétoval některé české aristokraty . Po návratu Napoleona z Elby mu Isabey složil slib věrnosti, přesto se po restauraci Bourbonů stal jejich oblíbeným portrétistou, dokonce se podílel na výzdobě obřadu korunovace Karla X. roku 1825. Červencová monarchie mu zajistila další četné zakázky. Napoleon III. mu přidělil vysokou penzi a jmenoval jej důstojníkem Čestné legie.

Portrét Christine Boyerové od Jeana-Baptisty Isabey

Jeho díla vynikají něžností a líbivostí, portréty jsou fyziognomicky naprosto věrné. Největší slávu sklidil svými miniaturami, které jsou řazeny mezi nejlepší v dějinách tohoto umění. Za mistrovské dílo malby na porcelánu je pokládán mj. podnos zdobený podle kresby Charlese Percierse, kde uprostřed je Napoleon I. v ornátu a okolo busty maršálů a generálů, kteří veleli jeho vojsku roku 1805. Také portréty účastníků Vídeňského kongresu jsou proslulé. Slavné litografické dílo je “Voyage pittoresque et romantique dans l’ ancienne France” (Malebná a romantická cesta starou Francií).
Jeho syn Eugene Isabey (1804-1886) byl též malířem, žákem svého otce a proslul zejména jako grafik, litograf a malíř akvarelů.

## Díla v českých sbírkách
- Portrét Marie Ulriky Lažanské roz. Falkenhaynové (1765–1852), Laxenburg 1812, Národní galerie v Praze
- Miniatura francouzské císařovny Marie Luisy Habsburské, kolem 1812, Národní muzeum Praha
- Miniatura mladého muže Uměleckoprůmyslové muzeum v Praze